# Dominic West
Dominic Gerard Francis Eagleton West, född 15 oktober 1969 i Sheffield, South Yorkshire, är en brittisk skådespelare. West är bland annat känd för rollerna som polisen Jimmy McNulty i TV-serien The Wire (2002–2008) och som Noah Solloway i The Affair (2014–2019).
Dominic West debuterade 1995 i filmen Richard III.

## Filmografi i urval
- 1995 – Richard III
- 1996 – Surviving Picasso
- 1997 – Spice World
- 1999 – En midsommarnattsdröm
- 1999 – Star Wars: Episod I – Det mörka hotet
- 1999 – En julsaga
- 2000 – 28 dagar
- 2001 – Rock Star
- 2001 – The Life and Adventures of Nicholas Nickleby
- 2002–2008 – The Wire (TV-serie) (60 avsnitt)
- 2002 – Chicago
- 2003 – Mona Lisas leende
- 2004 – The Forgotten
- 2006 – 300
- 2007 – Hannibal Rising
- 2008 – The Devil's Mistress (TV-serie) (fyra avsnitt)
- 2008 – Punisher: War Zone
- 2009 – From Time to Time
- 2010 – Centurion
- 2011–2012 – The Hour (TV-serie) (tolv avsnitt)
- 2011 – Johnny English Reborn
- 2011 – The Awakening
- 2011 – Arthur och julklappsrushen (röst)
- 2012 – John Carter
- 2014 – Pride
- 2014 – The Affair (TV-serie)
- 2015 – Testament of Youth
- 2017 – The square
- 2022 – The Crown (TV-serie)
- 2022 – Downton Abbey: En ny era
- 2025 – Downton Abbey: The Grand Finale